# Jon Moncayola Tollar
Jon Moncayola Tollar (13 de maig de 1998) és un futbolista professional navarrés que juga com a centrecampista pel CA Osasuna de La Liga.